# 2016-os MotoGP cseh nagydíj
A 2016-os MotoGP cseh nagydíjat augusztus 19. és 21. között rendezték. A MotoGP-t Cal Crutchlow, a Moto2-t Jonas Folger, míg a Moto3-at John McPhee nyerte meg.

## MotoGP

### Időmérő
A MotoGP időmérőjét augusztus 20-án, délután rendezték. A pole-pozíciót Marc Márquez szerezte meg Jorge Lorenzo és Andrea Iannone előtt.
| MotoGP időmérő        | MotoGP időmérő | MotoGP időmérő   | MotoGP időmérő | MotoGP időmérő | MotoGP időmérő | MotoGP időmérő |
| Helyezés              | Rajtszám       | Versenyző        | Motor          | Q1             | Q2             | Körök          |
| --------------------- | -------------- | ---------------- | -------------- | -------------- | -------------- | -------------- |
| 1.                    | 93             | Marc Márquez     | Honda          |                | 1:54,596       | 7              |
| 2.                    | 99             | Jorge Lorenzo    | Yamaha         |                | 1:54,849       | 7              |
| 3.                    | 29             | Andrea Iannone   | Ducati         |                | 1:55,227       | 7              |
| 4.                    | 41             | Aleix Espargaró  | Suzuki         |                | 1:55,324       | 7              |
| 5.                    | 8              | Héctor Barberá   | Ducati         |                | 1:55,437       | 7              |
| 6.                    | 46             | Valentino Rossi  | Yamaha         |                | 1:55,509       | 7              |
| 7.                    | 04             | Andrea Dovizioso | Ducati         |                | 1:55,748       | 6              |
| 8.                    | 25             | Maverick Viñales | Suzuki         |                | 1:55,787       | 6              |
| 9.                    | 26             | Dani Pedrosa     | Honda          | 1:55,793       | 1:55,841       | 7              |
| 10.                   | 35             | Cal Crutchlow    | Honda          |                | 1:55,940       | 7              |
| 11.                   | 38             | Bradley Smith    | Yamaha         | 1:55,857       | 1:56,115       | 7              |
| 12.                   | 44             | Pol Espargaró    | Yamaha         |                | 1:56,522       | 7              |
| 13.[1]                | 9              | Danilo Petrucci  | Ducati         | 1:56,148       |                | 6              |
| 14.                   | 45             | Scott Redding    | Ducati         | 1:56,263       |                | 6              |
| 15.                   | 50             | Eugene Laverty   | Ducati         | 1:56,535       |                | 6              |
| 16.                   | 6              | Stefan Bradl     | Aprilia        | 1:56,718       |                | 7              |
| 17.                   | 76             | Loris Baz        | Ducati         | 1:56,797       |                | 6              |
| 18.                   | 68             | Yonny Hernández  | Ducati         | 1:56,805       |                | 6              |
| 19.                   | 19             | Álvaro Bautista  | Aprilia        | 1:57,062       |                | 3              |
| 20.                   | 53             | Tito Rabat       | Honda          | 1:57,606       |                | 7              |
| HIVATALOS VÉGEREDMÉNY |                |                  |                |                |                |                |

Megjegyzések:
- ↑ 1:  Danilo Petrucci három helyes rajtbüntetésben részesült az osztrák futam után a Eugene Laverty-vel történt ütközése miatt.[1]

### Futam
A MotoGP futamát augusztus 14-én, délután rendezték esős körülmények között. Marc Márquez megtartotta első helyét a még vizes, de hamarosan fölszáradó pályán, mögé azonban Dovizioso és Iannone zárkózott fel, a gyári Yamahások viszont pocsékan kezdték a versenyt, hamar a Top 10-en kívül találták magukat. Márquezt a második körben a két Ducatis és Redding is megelőzte, sőtt nem sokkal később Iannone a vezetést is átvette csapattársától, akit később Redding is megelőzött, hiszen mindketten a puhább esőgumikkal indultak. Márquezt aztán Barberá is megelőzte, majd a 15. körben Doviziosónal műszaki hiba miatt ki kellett állnia a boxba. Ezek után Crutchlow is megelőzte a vb-éllovast, de a brit előre és hátulra is kemény esőgumikat rakatott fel. A felszáradó pályán az ebből származó előnyének köszönhetően először Barberát és Reddinget, hét körrel a leintés előtt pedig Iannonét is megelőzte, így az élre állt. Hátrébb Rossi sorra egerészte magát előrébb és ő is gond nélkül előzte meg a Barberá-Redding duót négy körrel a verseny vége előtt. Csapattársának azonban gumiprobléma miatt még rosszabbra fordult a versenye, hiszen miután Lorenzo a boxba hajtott, a csapata a slick gumikkal felszerelt motorral engedte ki, de egy körrel később visszaváltott az esőgumikra, de így körhátrányba került. Iannone és Redding puha abroncsai az utolsó körökre teljesen elfogytak, így sorra előzték meg őket. Crutchlow végül megszerezte első győzelmét a MotoGP-ben, ami egyben az első brit királykategóriás győzelem volt Barry Sheen legutolsó győzelme óta (1981-es svéd nagydíj). A dobogóra még Rossi és Márquez tudott fölállni. A negyedik helyet végül a szintén kemény gumikom rajtoló Loris Baz szerezte meg csapattársa, Barberá előtt. Mögöttük Laverty, Petrucci, Iannone, Viñales és Rabat fértek be a legjobb tízbe.
| Helyezés              | Rajtszám | Versenyző        | Csapat  | Körök | Idő/Különbség | Rajthely | Pont |
| --------------------- | -------- | ---------------- | ------- | ----- | ------------- | -------- | ---- |
| 1.                    | 35       | Cal Crutchlow    | Honda   | 22    | 47:44,290     | 10       | 25   |
| 2.                    | 46       | Valentino Rossi  | Yamaha  | 22    | +7,298        | 6        | 20   |
| 3.                    | 93       | Marc Márquez     | Honda   | 22    | +9,587        | 1        | 16   |
| 4.                    | 76       | Loris Baz        | Ducati  | 22    | +12,558       | 17       | 13   |
| 5.                    | 8        | Héctor Barberá   | Ducati  | 22    | +13,093       | 5        | 11   |
| 6.                    | 50       | Eugene Laverty   | Ducati  | 22    | +13,812       | 14       | 10   |
| 7.                    | 9        | Danilo Petrucci  | Ducati  | 22    | +23,414       | 16       | 9    |
| 8.                    | 29       | Andrea Iannone   | Ducati  | 22    | +24,562       | 3        | 8    |
| 9.                    | 25       | Maverick Viñales | Suzuki  | 22    | +24,581       | 8        | 7    |
| 10.                   | 53       | Tito Rabat       | Honda   | 22    | +37,131       | 20       | 6    |
| 11.                   | 68       | Yonny Hernández  | Ducati  | 22    | +39,911       | 18       | 5    |
| 12.                   | 26       | Dani Pedrosa     | Honda   | 22    | +41,097       | 9        | 4    |
| 13.                   | 44       | Pol Espargaró    | Yamaha  | 22    | +43,202       | 12       | 3    |
| 14.                   | 6        | Stefan Bradl     | Aprilia | 22    | +45,687       | 15       | 2    |
| 15.                   | 45       | Scott Redding    | Ducati  | 22    | +1:02,201     | 13       | 1    |
| 16.                   | 19       | Álvaro Bautista  | Aprilia | 22    | +1:18,841     | 19       |      |
| 17.                   | 99       | Jorge Lorenzo    | Yamaha  | 21    | +1 kör        | 2        |      |
| Ki                    | 04       | Andrea Dovizioso | Ducati  | 15    | Kiállt        | 7        |      |
| Ki                    | 38       | Bradley Smith    | Yamaha  | 14    | Kiállt        | 11       |      |
| Ki                    | 41       | Aleix Espargaró  | Suzuki  | 13    | Kiállt        | 4        |      |
| HIVATALOS VÉGEREDMÉNY |          |                  |         |       |               |          |      |

## Moto2

### Időmérő
A Moto2 időmérőjét augusztus 20-án, délután rendezték.
| Moto2 időmérő         | Moto2 időmérő | Moto2 időmérő       | Moto2 időmérő | Moto2 időmérő | Moto2 időmérő |
| Helyezés              | Rajtszám      | Versenyző           | Motor         | Idő           | Körök         |
| --------------------- | ------------- | ------------------- | ------------- | ------------- | ------------- |
| 1.                    | 5             | Johann Zarco        | Kalex         | 2:01,581      | 16            |
| 2.                    | 22            | Sam Lowes           | Kalex         | 2:01,614      | 20            |
| 3.                    | 73            | Álex Márquez        | Kalex         | 2:01,831      | 18            |
| 4.                    | 30            | Nakagami Takaaki    | Kalex         | 2:02,046      | 17            |
| 5.                    | 12            | Thomas Lüthi        | Kalex         | 2:02,049      | 11            |
| 6.                    | 21            | Franco Morbidelli   | Kalex         | 2:02,099      | 17            |
| 7.                    | 40            | Álex Rins           | Kalex         | 2:02,139      | 17            |
| 8.                    | 94            | Jonas Folger        | Kalex         | 2:02,293      | 14            |
| 9.                    | 24            | Simone Corsi        | Speed Up      | 2:02,315      | 16            |
| 10.                   | 44            | Miguel Oliveira     | Kalex         | 2:02,372      | 16            |
| 11.                   | 23            | Marcel Schrötter    | Kalex         | 2:02,380      | 14            |
| 12.                   | 11            | Sandro Cortese      | Kalex         | 2:02,413      | 14            |
| 13.                   | 77            | Dominique Aegerter  | Kalex         | 2:02,462      | 16            |
| 14.                   | 55            | Hafizh Syahrin      | Kalex         | 2:02,528      | 15            |
| 15.                   | 49            | Axel Pons           | Kalex         | 2:02,577      | 16            |
| 16.                   | 52            | Danny Kent          | Kalex         | 2:02,667      | 19            |
| 17.                   | 54            | Mattia Pasini       | Kalex         | 2:02,669      | 15            |
| 18.                   | 10            | Luca Marini         | Kalex         | 2:02,780      | 17            |
| 19.                   | 60            | Julián Simón        | Speed Up      | 2:02,985      | 16            |
| 20.                   | 7             | Lorenzo Baldassarri | Kalex         | 2:03,024      | 12            |
| 21.                   | 87            | Remy Gardner        | Kalex         | 2:03,316      | 17            |
| 22.                   | 14            | Rattapark Vilairot  | Kalex         | 2:03,352      | 17            |
| 23.                   | 57            | Edgar Pons          | Kalex         | 2:03,431      | 16            |
| 24.                   | 97            | Xavi Vierge         | Tech 3        | 2:03,570      | 15            |
| 25.                   | 19            | Xavier Siméon       | Speed Up      | 2:03,601      | 18            |
| 26.                   | 70            | Robin Mulhauser     | Kalex         | 2:03,968      | 16            |
| 27.                   | 32            | Isaac Viñales       | Tech 3        | 2:04,306      | 14            |
| 28.                   | 2             | Jesko Raffin        | Kalex         | 2:04,376      | 20            |
| 29.                   | 95            | Anthony West        | Suter         | 2:04,943      | 12            |
| HIVATALOS VÉGEREDMÉNY |               |                     |               |               |               |

Megjegyzések:
- ↑ 1:  Danny Kent rajtbüntetésben részesült, mert abroncsiban túl alacsony volt a guminyomás.

### Futam
A Moto2 futamát augusztus 21-én, délután rendezték esős körülmények között. Az élről induló Zarco már az első kanyarba menet elvesztette vezető pozícióját, hiszen Folger és Rins is jobb rajtott vett a franciánál. Zarco ezután pokoli első körön esett át, hiszen már a top 10-ből is kicsúszott, sőt később még a pontszerző helyekért is nagyokat csatázott. Az élen Folger, Rins és Lowes elszakadtak a mezőnytől és hamar látszott, hogy a győztes közülük kerül majd ki. Mögöttük Álex Márquez, Nakagami és Syahrin küzdöttek, majd később, majd Simone Corsi is csatlakozott hozzájuk. Az olasz a 11. körben próbált meg elmenni Nakagami mellett, de túl agresszív volt, így a japán a kavicságyban végezte és nem tudta folytatni a versenyt. Ezután erre a megmaradt kétfős csoportra Mattia Pasini tudott felzárkózni Cortesével együtt. Az utolsó körökre alábbhagyott az eső, de Folger így is magabiztos szerezte meg szezonbeli első győzelmét Rins és Lowes előtt. A negyedik helyért végül Pasini és Cortese harcoltak, de összeértek, ennek hatására pedig a német versenyző bukott és nem szerzett pontot, Pasinit végül a verseny után nem találták vétkesnek a balesetben. Mögötte Márquez és Syahrin zárt, a malájt azonban a végére utolérte a Kent-Morbidelli-Oliveira hármas, de előzés nem történt. A tizedik helyen a szabadkártyásként, de az utolsó helyről rajtoló, korábbi MotoGP versenyző, Anthony West ért be, megelőzve a világbajnoki éllovas Zarcót.
| Helyezés              | Rajtszám | Versenyző           | Csapat   | Körök | Idő/Különbség | Rajthely | Pont |
| --------------------- | -------- | ------------------- | -------- | ----- | ------------- | -------- | ---- |
| 1.                    | 94       | Jonas Folger        | Kalex    | 20    | 45:30,342     | 7        | 25   |
| 2.                    | 40       | Álex Rins           | Kalex    | 20    | +5,175        | 6        | 20   |
| 3.                    | 22       | Sam Lowes           | Kalex    | 20    | +9,021        | 2        | 16   |
| 4.                    | 54       | Mattia Pasini       | Kalex    | 20    | +14,763       | 16       | 13   |
| 5.                    | 73       | Álex Márquez        | Kalex    | 20    | +17,959       | 3        | 11   |
| 6.                    | 55       | Hafizh Syahrin      | Kalex    | 20    | +24,247       | 13       | 10   |
| 7.                    | 52       | Danny Kent          | Kalex    | 20    | +25,696       | 15       | 9    |
| 8.                    | 21       | Franco Morbidelli   | Kalex    | 20    | +25,916       | 5        | 8    |
| 9.                    | 44       | Miguel Oliveira     | Kalex    | 20    | +27,199       | 9        | 7    |
| 10.                   | 95       | Anthony West        | Suter    | 20    | +36,340       | 28       | 6    |
| 11.                   | 5        | Johann Zarco        | Kalex    | 20    | +36,754       | 1        | 5    |
| 12.                   | 97       | Xavi Vierge         | Tech 3   | 20    | +37,377       | 23       | 4    |
| 13.                   | 60       | Julián Simón        | Speed Up | 20    | +37,456       | 18       | 3    |
| 14.                   | 32       | Isaac Viñales       | Tech 3   | 20    | +37,579       | 26       | 2    |
| 15.                   | 19       | Xavier Siméon       | Speed Up | 20    | +37,776       | 24       | 1    |
| 16.                   | 7        | Lorenzo Baldassarri | Kalex    | 20    | +49,011       | 19       |      |
| 17.                   | 77       | Dominique Aegerter  | Kalex    | 20    | +1:01,767     | 12       |      |
| 18.                   | 23       | Marcel Schrötter    | Kalex    | 20    | +1:08,803     | 10       |      |
| 19.                   | 24       | Simone Corsi        | Speed Up | 20    | +1:09,535     | 8        |      |
| 20.                   | 57       | Edgar Pons          | Kalex    | 20    | +1:09,554     | 22       |      |
| 21.                   | 87       | Remy Gardner        | Kalex    | 20    | +1:16,694     | 20       |      |
| 22.                   | 70       | Robin Mulhauser     | Kalex    | 20    | +1:16,851     | 25       |      |
| 23.                   | 11       | Sandro Cortese      | Kalex    | 20    | +1:17,235     | 11       |      |
| 24.                   | 2        | Jesko Raffin        | Kalex    | 20    | +1:43,708     | 27       |      |
| 25.                   | 14       | Rattapark Vilairot  | Kalex    | 19    | +1 kör        | 21       |      |
| Ki                    | 30       | Nakagami Takaaki    | Kalex    | 11    | Baleset       | 4        |      |
| Ki                    | 10       | Luca Marini         | Kalex    | 10    | Kicsúszás     | 17       |      |
| Ki                    | 49       | Axel Pons           | Kalex    | 0     | Kicsúszás     | 14       |      |
| Ni[1]                 | 12       | Thomas Lüthi        | Kalex    | 0     | Nem indult    | –        |      |
| HIVATALOS VÉGEREDMÉNY |          |                     |          |       |               |          |      |

Megjegyzések:
- ↑ 1:  Thomas Lüthi az időmérő edzés során bukott, így nem tudott részt venni a futamon.

## Moto3

### Időmérő
A Moto3 időmérőjét augusztus 20-án, délután rendezték.
| Moto3 időmérő         | Moto3 időmérő | Moto3 időmérő          | Moto3 időmérő | Moto3 időmérő | Moto3 időmérő |
| Helyezés              | Rajtszám      | Versenyző              | Motor         | Idő           | Körök         |
| --------------------- | ------------- | ---------------------- | ------------- | ------------- | ------------- |
| 1.                    | 41            | Brad Binder            | KTM           | 2:07,785      | 13            |
| 2.[1]                 | 16            | Andrea Migno           | KTM           | 2:07,943      | 12            |
| 3.                    | 33            | Enea Bastianini        | Honda         | 2:08,043      | 11            |
| 4.                    | 88            | Jorge Martín           | Mahindra      | 2:08,138      | 12            |
| 5.                    | 4             | Fabio Di Giannantonio  | Honda         | 2:08,257      | 13            |
| 6.                    | 8             | Niccolò Bulega         | KTM           | 2:08,333      | 11            |
| 7.[1]                 | 23            | Niccolò Antonelli      | Honda         | 2:08,337      | 12            |
| 8.[1]                 | 65            | Philipp Öttl           | KTM           | 2:08,452      | 14            |
| 9.                    | 44            | Arón Canet             | Honda         | 2:08,495      | 13            |
| 10.                   | 84            | Jakub Kornfeil         | Honda         | 2:08,496      | 13            |
| 11.                   | 17            | John McPhee            | Peugeot       | 2:08,559      | 11            |
| 12.                   | 9             | Jorge Navarro          | Honda         | 2:08,581      | 13            |
| 13.                   | 98            | Karel Hanika           | KTM           | 2:08,602      | 4             |
| 14.                   | 36            | Joan Mir               | KTM           | 2:08,613      | 11            |
| 15.                   | 58            | Juan Francisco Guevara | KTM           | 2:08,764      | 13            |
| 16.[1]                | 20            | Fabio Quartararo       | KTM           | 2:08,789      | 14            |
| 17.                   | 21            | Francesco Bagnaia      | Mahindra      | 2:08,808      | 9             |
| 18.                   | 76            | Ono Hiroki             | Honda         | 2:08,936      | 8             |
| 19.                   | 55            | Andrea Locatelli       | KTM           | 2:08,995      | 12            |
| 20.                   | 11            | Livio Loi              | Honda         | 2:09,012      | 13            |
| 21.                   | 7             | Adam Norrodin          | Honda         | 2:09,064      | 14            |
| 22.                   | 19            | Gabriel Rodrigo        | KTM           | 2:09,121      | 12            |
| 23.                   | 40            | Darryn Binder          | Mahindra      | 2:09,131      | 9             |
| 24.                   | 95            | Jules Danilo           | Honda         | 2:09,250      | 13            |
| 25.                   | 64            | Bo Bendsyender         | KTM           | 2:09,258      | 14            |
| 26.                   | 24            | Szuzuki Tacuki         | Mahindra      | 2:09,287      | 14            |
| 27.[1]                | 12            | Albert Arenas          | Peugeot       | 2:09,551      | 14            |
| 28.                   | 6             | María Herrera          | KTM           | 2:09,651      | 12            |
| 29.                   | 89            | Khairul Idham Pawi     | Honda         | 2:09,739      | 12            |
| 30.                   | 42            | Marcos Ramírez         | Mahindra      | 2:09,941      | 9             |
| 31.                   | 43            | Stefano Valtulini      | Mahindra      | 2:10,604      | 15            |
| 32.                   | 77            | Lorenzo Petrarca       | Mahindra      | 2:11,190      | 13            |
| 33.                   | 3             | Fabio Spiranelli       | Mahindra      | 2:11,333      | 14            |
| HIVATALOS VÉGEREDMÉNY |               |                        |               |               |               |

Megjegyzések:
- ↑ 1:  Andrea Migno, Niccolò Antonelli, Philipp Öttl Fabio Quartararo és Albert Arenas 3 rajthelyes büntetésben részesültek, mert az időmérő bizonyos részében átlépték a megengedett időlimitet.[4]

### Futam
A Moto3 futamát augusztus 21-én, délelőtt rendezték esős körülmények között. Brad Binder a pole-ból rajtolva csak néhány kanyaron keresztül tudhatta magáénak, ezután a Mahindrás Martín állt az élre. Bindert ezután még a hazai Kornfeil és Canet is megelőzte, sőt mögé hamarosan a 28. helyről induló Pawi is megérkezett szokásához híven. Miután a nyolcadik körben Canet kicsúszott, Binder visszavette a vezetést, mögé pedig John McPhee és Pawi zárkózott fel. A maláj azonban három másodperces hátrányban haladt az élmezőnyhöz képest és nem tudott közeledni hozzájuk. Ellenben Binder tudott még újítani, így biztonságos távolságba lépett el McPhee-től. A 14. körben Binder az élről kicsúszott, majd néhány kanyarral később az esőmenő Pawi is eldobta a vasat. Így McPhee örökölte meg az első helyet Martín előtt, akire viszont egyre nagyobb tempóval érkezett meg Fabio Di Giannantonio. Mögöttük a mezőny egy nagyobb csoportot alkotott, amelynek élén sokáig Kornfeil haladt. Eközben McPhee egy körülbelül 10 másodperces előnyt alakított ki, melyet üldözői már nem tudtak ledolgozni, így a skót versenyző megszerezte első győzelmét a Peugeot-val, Martín és Di Giannantonio előtt. Bastianini az utolsó körökben közel került a dobogós helyekhez, de végül Antonelli és Kornfeil előtt a negyedik helyen végzett. Binder legközelebbi üldözője, Jorge Navarro végül csak a tizedik helyen fejezte be a futamot, őt Bendsneyder, Mir és Bulega tudta megelőzni a záró szakaszban.
| Helyezés              | Rajtszám | Versenyző              | Csapat   | Körök | Idő/Különbség | Rajthely | Pont |
| --------------------- | -------- | ---------------------- | -------- | ----- | ------------- | -------- | ---- |
| 1.                    | 17       | John McPhee            | Peugeot  | 19    | 45:36,087     | 9        | 25   |
| 2.                    | 88       | Jorge Martín           | Mahindra | 19    | +8,806        | 3        | 20   |
| 3.                    | 4        | Fabio Di Giannantonio  | Honda    | 19    | +9,777        | 4        | 16   |
| 4.                    | 33       | Enea Bastianini        | Honda    | 19    | +10,654       | 2        | 13   |
| 5.                    | 23       | Niccolò Antonelli      | Honda    | 19    | +13,872       | 10       | 11   |
| 6.                    | 84       | Jakub Kornfeil         | Honda    | 19    | +15,533       | 8        | 10   |
| 7.                    | 64       | Bo Bendsneyder         | KTM      | 19    | +15,819       | 24       | 9    |
| 8.                    | 36       | Joan Mir               | KTM      | 19    | +16,289       | 14       | 8    |
| 9.                    | 8        | Nicolò Bulega          | KTM      | 19    | +16,473       | 6        | 7    |
| 10.                   | 9        | Jorge Navarro          | Honda    | 19    | +16,681       | 11       | 6    |
| 11.                   | 95       | Jules Danilo           | Honda    | 19    | +18,198       | 23       | 5    |
| 12.                   | 16       | Andrea Migno           | KTM      | 19    | +21,640       | 5        | 4    |
| 13.                   | 24       | Szuzuki Tacuki         | Mahindra | 19    | +31,007       | 25       | 3    |
| 14.                   | 11       | Livio Loi              | Honda    | 19    | +36,895       | 19       | 2    |
| 15.                   | 65       | Philipp Öttl           | KTM      | 19    | +43,651       | 12       | 1    |
| 16.                   | 98       | Karel Hanika           | KTM      | 19    | +57,814       | 13       |      |
| 17.                   | 19       | Gabriel Rodrigo        | KTM      | 19    | +1:01,428     | 21       |      |
| 18.                   | 42       | Marcos Ramírez         | Mahindra | 19    | +1:04,134     | 29       |      |
| 19.                   | 6        | María Herrera          | KTM      | 19    | +1:27,585     | 27       |      |
| 20.                   | 76       | Ono Hiroki             | Mahindra | 19    | +1:27,997     | 17       |      |
| 21.                   | 20       | Fabio Quartararo       | KTM      | 19    | +1:33,942     | 26       |      |
| 22.                   | 3        | Fabio Spiranelli       | Mahindra | 19    | +1:34,610     | 33       |      |
| 23.                   | 58       | Juan Francisco Guevara | KTM      | 19    | +1:34,942     | 15       |      |
| 24.                   | 77       | Lorenzo Petrarca       | Mahindra | 19    | +2:08,319     | 32       |      |
| Ki                    | 55       | Andrea Locatelli       | KTM      | 16    | Kicsúszás     | 18       |      |
| Ki                    | 41       | Brad Binder            | KTM      | 14    | Kicsúszás     | 1        |      |
| Ki                    | 89       | Khairul Idham Pawi     | Honda    | 14    | Kicsúszás     | 28       |      |
| Ki                    | 43       | Stefano Valtulini      | Mahindra | 14    | Kicsúszás     | 30       |      |
| Ki                    | 40       | Darryn Binder          | Mahindra | 13    | Kicsúszás     | 22       |      |
| Ki                    | 21       | Francesco Bagnaia      | Mahindra | 12    | Kicsúszás     | 16       |      |
| Ki                    | 12       | Albert Arenas          | Peugeot  | 11    | Kicsúszás     | 31       |      |
| Ki                    | 7        | Adam Norrodin          | Honda    | 9     | Kicsúszás     | 20       |      |
| Ki                    | 44       | Arón Canet             | Honda    | 8     | Kicsúszás     | 7        |      |
| HIVATALOS VÉGEREDMÉNY |          |                        |          |       |               |          |      |